# Adolf Müller (Politiker, 1872)
Adolf Müller (* 11. November 1872 in Schopfheim; † 8. Juni 1951 in Fahrnau) war ein deutscher Politiker der SPD.

## Leben und Beruf
Müller war der vierte Sohn des Schneidermeisters Johann-Jakob Müller und dessen Ehefrau Maria, geb. Schaubhut. Er besuchte 1879–1885 die Volksschule in Schopfheim und 1886–1887 in Wieslet. Anschließend absolvierte er in Schopfheim die Lehre zum Sattler, die er 1890 abschloss. Als Geselle zog er auf Wanderschaft durch Württemberg, Bayern, Hessen und die Schweiz, wobei er mit der sozialdemokratischen Bewegung in Kontakt kam. 1892 trat er in Pirmasens in die Sozialdemokratische Partei ein.
Im Oktober 1893 trat er seinen Militärdienst beim Bayerischen 5. Feldartillerie-Regiment in Landau an. Danach nahm er seine Tätigkeit als Sattler wieder auf und arbeitete in Stuttgart. 1906 machte er sich als Sattlermeister in Schopfheim selbstständig, gab dann aber sein Geschäft auf um hauptamtlicher Geschäftsführer der 1913 vereinigten Konsumvereine Konsumverein Schopfheim und Fahrnau zu werden. Nach dem Ersten Weltkrieg setzte er sein Engagement in der Bewegung der Konsumvereine fort und wurde Leiter der oberbadischen Einkaufsvereinigung und Mitglied im Generalrat der Großeinkaufs-Gesellschaft Deutscher Consumvereine. Als Geschäftsführer des Konsumvereins wurde er 1933 aus politischen Gründen entlassen.
1912 wurde Müller eines der Gründungsmitglieder des Schopfheimer Bauvereins. Weiter engagierte sich Müller in der Ortskrankenkasse Schopfheim, deren Vorsitzender er von 1922 bis 1933 war.
Am 2. März 1933, drei Tage vor der Reichstagswahl, wurde er, zusammen mit weiteren Personen aus Schopfheim, vorübergehend in sogenannte „Schutzhaft“ genommen.
Müller war seit 1901 mit Anna, geborene Färber, verheiratet. Aus der Ehe gingen fünf Kinder hervor.

## Politik
Am 3. März 1903 beteiligte sich Müller an der Gründung des SPD-Ortsvereins in Schopfheim und wurde dessen Vorsitzender – er nahm diese Funktion bis 1948 wahr. 1906 wurde er in den Schopfheimer Bürgerausschuss berufen, 1912–1933 war er Mitglied des Gemeinderats und von 1919 bis 1924 auch stellvertretender Bürgermeister der Stadt Schopfheim. Von 1909 bis 1912 gehörte er außerdem der zweiten Kammer der Badischen Ständeversammlung an und vertrat dort Teile der Ämter Schopfheim und Schönau. 1919 zog er in die Verfassunggebende Landesversammlung der Republik Baden ein, der er bis 1921 angehörte. Während der Septemberunruhen 1923 war Adolf Müller einer der Verhandlungsführer der Schopfheimer Arbeiter, wobei er jedoch die aufgebrachte Menge zur Unterlassung von Ausschreitungen aufrief. Von 1907 bis 1920 und nochmals 1930 kandidierte Müller bei fünf Reichstagswahlen, wobei er jedoch nicht gewählt wurde.
Nach dem Zweiten Weltkrieg bekleidete er von 1945 bis 1948 wieder das Amt des stellvertretenden Bürgermeisters und war von 1946 bis 1948 Gemeinderat.
In Schopfheim wurde 1971 die bisherige Schulstraße in Erinnerung an ihn in Adolf-Müller-Straße umbenannt.